# Nagrody i odznaczenia (film)
Nagrody i odznaczenia – polski film wojenny z 1973 r. na podstawie powieści Wacława Bilińskiego pod tym samym tytułem.

## Obsada aktorska
- Maciej Rayzacher − porucznik Marcin Bednarczuk
- Witold Dębicki − podporucznik Michał Łaszewski
- Krzysztof Kalczyński − porucznik Jarek Jackowski "Błyskawica"
- Barbara Wrzesińska − pielęgniarka Joanna Fontańska
- Andrzej Szalawski − doktor Rafał Jackowski, ojciec Jarka
- Tadeusz Bogucki − dowódca NSZ
- Tadeusz Łomnicki − sekretarz partii
- Bronisław Pawlik − doktor Zanik
- Arkadiusz Bazak − członek oddziału Szpaka